# Mercado Central de Abasto (Asunción)
El leo Mercado Central de Abasto  es un importante establecimiento comercial mayorista y minorista, especializado en la comercialización de frutas, verduras, plantas medicinales, cereales, carne, condimentos, pescados, lácteos y sus derivados entre otros productos alimenticios. El Mercado se localiza en el barrio San Pablo de la ciudad de Asunción, en Paraguay, sobre una importante arteria de la capital paraguaya, la Avenida Defensores del Chaco.
El mercado fue inaugurado el 20 de octubre de 1981 (casi 40 años) y depende de la Municipalidad de esta ciudad. 
Se estima que a este mercado ingresan unos  15 millones de kilogramos de productos frutihortícolas por mes.